# Perschenegg
Perschenegg ist eine Ortschaft mit zerstreuten Häusern und Einzelhöfen in der Marktgemeinde Pyhra im Bundesland Niederösterreich mit 183 Einwohnern (Stand 1. Jänner 2024).

## Lage
Der Ort liegt im Wienerwald am Oberlauf der Perschling auf einer Höhe von 378 m ü. A.

## Geschichte
1836 war Perschenegg eine Rotte von 47 Häusern, in der 161 männliche, 166 weibliche Personen und 35 schulfähige Kinder wohnten. Die Volkszählung 1869 ergab für Perschenegg 330 Einwohner in 52 Häusern. 2001 lebten in Perschenegg 215 Einwohner. Laut Adressbuch von Österreich waren im Jahr 1938 in Perschenegg eine Gastwirtschaft und zahlreiche Landwirte ansässig.

## Persönlichkeiten
Der Kammersänger Peter Minich wuchs in Perschenegg auf und verbrachte hier auch seine Freizeit.